# マーティ・フリードマン

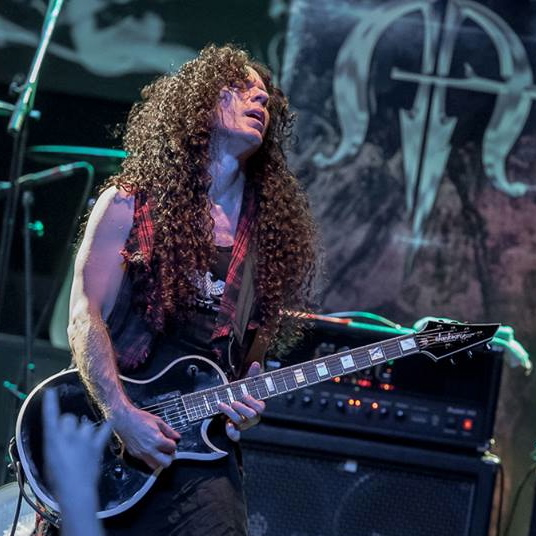

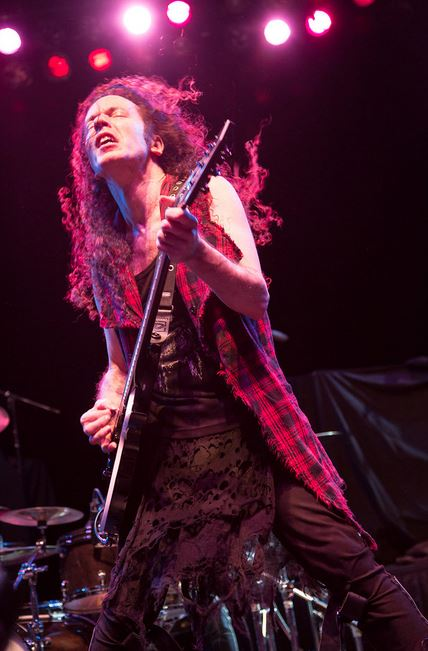

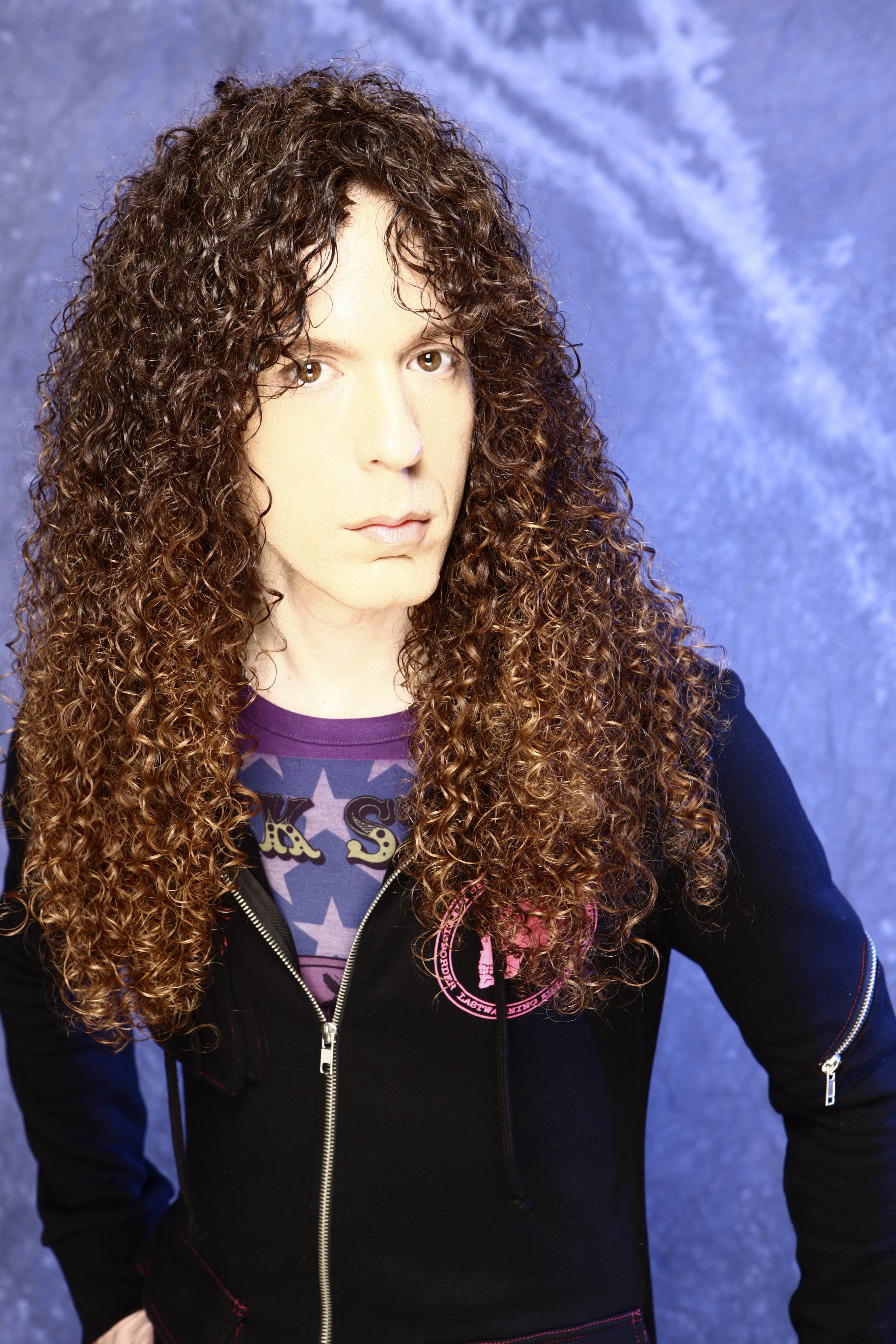

マーティン・アダム・フリードマン（英: Martin Adam Friedman、1962年12月8日 - ）は、アメリカのギタリスト、音楽評論家、タレント。
現在は日本に拠点を置き活動する。

## 経歴

### 生い立ち、1980年代の活動
メリーランド州ローレル（ワシントンD.C.近郊）出身で、アシュケナジム・ユダヤ人の家庭に生まれた。父親の仕事の都合で西ドイツなどを転々とする中、米国に帰国して間もない14歳の時にクラスメイトと行ったKISSのコンサートに衝撃を受け、ギターを始める。17歳の頃に住んでいたハワイではビーチに行くこともほとんどせず、部屋に籠もりひたすらギターの練習をしていた。丁度その頃日系の人たちが聞いていた日本の音楽に興味を持ち、特にその切っ掛けが八代亜紀であったこともあり演歌には強い影響を受ける。演歌のこぶしを自身のギター・テクニックに取り入れたりしたが、当時のバンド仲間からは白眼視されていたという。
1982年、ヴィクセン名義でEP1枚を発表した。また、コンピレーションアルバム『U.S.METAL VOL II』には1曲が収録されている。1983年にゲイリー・セント・ピアー（ヴィシャス・ルーモアズの初代ヴォーカリスト）らと「ハワイ」を結成し、アルバム『One Nation Underground』を発表する。1984年にはEP『Loud, Wild and Heavy』を、1985年にはアルバム『The Native Are Restless』を発表する。ちなみにハワイというバンド名は「シカゴ」や「カンサス」などにあやかって付けたと後にラジオで話している。
1987年、シュラプネル・レコーズに所属するジェイソン・ベッカーと「カコフォニー」を結成し、アルバム『スピード・メタル・シンフォニー』を発表する。1988年には初のソロ・アルバム『ドラゴンズ・キス』とカコフォニーの2枚目のアルバム『ゴー・オフ』を発表する。

### メガデスへの加入
1990年にメガデスに加入する。メガデスでは4枚目のアルバム『ラスト・イン・ピース』から8枚目のアルバム『リスク』まで参加し、バンドの全盛期を支える。また、ソロ活動も継続して『シーンズ〜憧景〜』（1992年）、『イントロダクション』（1994年）、『トゥルー・オブセッションズ』（1996年）といったアルバムもリリースした。
1990年代中盤より他のヘヴィメタル・バンドが台頭してきたため、メガデスのメンバー間でバンドの方向性に関する論争が発生する。この時、フリードマンは「ポップスならポップスのアルバム、ヘヴィメタルなら信じられないくらいヘヴィなアルバムを作りたい。中途半端なのは一番嫌だ」と主張した。しかし結果的に在籍時最後のアルバムとなった『リスク』に採用された曲は「ポップスでもヘヴィメタルでもない中途半端な曲」ばかりとなってしまい、「ヘヴィメタルの代表としてメガデスという怖い名前があるのに、何故そんな妥協をしなくちゃならない？とずっと主張し続けてたんだけど受け入れられなかった。だから辞めた」と語っている。また「Breadline」のギター・ソロ差し替え事件についてもフリードマンは後のインタビューで、脱退の決定的な原因ではないけれど理由のひとつ、としている。
一方、メガデスのリーダーのデイヴ・ムステインは雑誌『BURRN!』のインタビューで「マーティはメガデスを日本のバンドのB'zみたいにしたがっていたんだよ」と述べ、原因はマーティにあるとしていた（ただし、後のインタビューでは、自分にも落ち度があったと述べている）。また、後に『ザ・システム・ハズ・フェイルド』収録時にフリードマンをメガデスに呼び戻そうともしていたが、フリードマンは日本での活動が多忙のため辞退した。アルバムには結果的にクリス・ポーランドが参加することになった。

### 日本への移住
カコフォニー時代にライブで初来日したマーティは、日本に対してそれまで以上の興味を持つようになり、90年代の半ば頃からメガデスの世界ツアーの移動時間を利用して、通信教育で日本語の勉強を始める。ある程度日本語を習得したことで、通訳なしでインタビューを受けることも多々あった。その後、アリゾナ州立大学の日本語弁論大会で2位を獲得。現在は日本の雑誌やメディアのインタビューはすべて日本語で対応しており、対談などでは通訳を務めることもある。
2004年に、仕事も何も決まっていない状態で日本への移住を決める。保証人もいなかったため、最初の数か月は6畳のウィークリーマンションに住まざるを得なかったという。日本語の勉強になると割り切って、やりたくない仕事もやっていたが、間もなく友人の紹介で相川七瀬と知り合い、彼女のバックバンドにギタリストとして参加する。これをきっかけに日本でのミュージシャンとしての活動を開始する。
その後、東京都新宿区に完全移住した。2005年にはX JAPANのPATAやLUNA SEAの真矢と共に、相川七瀬のコンサートツアーに参加した。5月から放送開始となった番組『ヘビメタさん』にもレギュラー出演している。また鈴木亜美のギタリストとして念願の『NHK紅白歌合戦』出場の夢も実現した。
2006年4月より『ROCK FUJIYAMA』（テレビ東京系）にレギュラー出演する（2007年3月まで)。同年6月12日からは日本テレビの『歌スタ!!』に「ウタイビトハンター」として出演する。またこの年から4年連続『タモリ倶楽部』の年度末企画「空耳アワード」に出演し、2006年、2008年には逆空耳（日本語の歌が外国語に聞こえる）を2つずつ紹介した（2006年は2曲とも浜崎あゆみ、2008年はB'zとmihimaru GT）。さらに2006年から2008年まで鉄鋼業界の団体日本鉄鋼連盟の新卒採用PRのイメージキャラクターとなる。キャッチコピーは「メタルはイケてるのか?」、「メタルはイケてるぜ!!」。
2007年、KOTOKOの7枚目のシングルで、OVA『マリア様がみてる』第3巻〜第5巻のエンディングテーマ「きれいな旋律」の作曲とギター演奏を担当。
2008年3月1日に渋谷のNHKホールで開催された『平成19年度NHKのど自慢チャンピオン大会』では、オープニングでこの番組のテーマ曲をロック調にアレンジし、ソロで演奏した。またジェロのアルバム『COVERS』収録の「釜山港へ帰れ」に参加した。『2008年紅白歌合戦』では、石川さゆりの「天城越え」の伴奏者も務めた。その他、同年公開の映画『デトロイト・メタル・シティ』にジャック・イル・ダークのバンドのギタリストとして出演した。同じく2008年公開の映画『グーグーだって猫である』にも出演した。9月からは『ビッグコミック』誌上にて「邦楽の殿堂」連載を開始する（2008年9月10日号より）。
2009年 5月3日、テレビ朝日『題名のない音楽会』のゲストとして、井上道義指揮、オーケストラ・アンサンブル金沢との競演で、バッハ作曲『ブランデンブルク協奏曲』第3番の第3楽章を演奏した。
2009年10月14日に、テレビ朝日『ロンドンハーツ』の特別企画によって幕張メッセで開催された50TA（狩野英孝）の復活ライブにおいて、楽曲『ヘビーメタルステーション』のギタリストとして出演した。
2010年6月16日、Sound Horizonのシングル「イドへ至る森へ至るイド」に参加する。また6月19・20日にSound Horizon『国王生誕祭休日スペシャル2010』のライブにも参加する。
2010年8月25日、THE ALFEEの高見沢俊彦のソロアルバム『Fantasia』の収録曲「エデンの君」のギタリストとして参加した。2010年9月12日に東京国際フォーラムで開催された『Fantasia』のライブにおいて、アンコールで「エデンの君」のギタリストとしてゲスト出演した。
2011年、東北地方太平洋沖地震と津波の被災者のためのチャリティ・オークションとして、メガデス時代のギターをすべてeBayに出品した。マーティは、自身の機材を手放すのはこれが初めてとのことである。
2011年12月25日、『ももいろクリスマス2011 さいたまスーパーアリーナ大会』にのゲストとして、ももいろクローバーZと共演し、自身も参加している楽曲『猛烈宇宙交響曲・第七楽章「無限の愛」」と「行くぜっ!怪盗少女」をギター演奏した。
2012年8月22日、Linked Horizonの1枚目のシングル「ルクセンダルク小紀行」に参加する。また、11月25日にはLinked Horizonも参加した「Revo Linked BRAVELY DEFAULT Concert」にも参加した。
2013年1月2日、前年12月に結婚（再婚）していたことが報道された。妻は9歳下で日本人のチェロ奏者奥田日和。2009年の『題名のない音楽会』出演時に共演した際に知り合ったと報道されている。
2014年1月4日、東京ドームで行われた新日本プロレスの興行「WRESTLE KINGDOM VIII」のメインマッチ・IWGPインターコンチネンタル選手権試合の挑戦者・棚橋弘至の入場時にスペシャルゲストとして登場。棚橋の入場曲「HIGH ENERGY」を生演奏するというパフォーマンスを見せた。
2015年8月29日、さいたまスーパーアリーナで行われた「Animelo Summer Live 2015 -THE GATE-」にて声優ユニット・七森中☆ごらく部とコラボ出演。「ゆりゆららららゆるゆりデス事件」を生演奏した。
2016年11月、文化庁より「日本遺産大使」に任命された。2020年の東京オリンピック・パラリンピックに向け、日本文化の魅力を国内外に広く発信するPR活動を行う。2018年5月、日本遺産のテーマソング「JAPAN HERITAGE OFFICIAL THEME SONG」を制作。音源がYouTubeで公開された。この曲はマーティが日本遺産大使である関連で日本政府より依頼されたもので、東京フィルハーモニー交響楽団とのコラボレーション曲となっている。
2023年2月27日、日本武道館で行われたメガデスの来日公演にゲスト出演し、「Countdown To Extinction」「Tornado Of Souls」「Symphony Of Destruction」の3曲を現メンバーと共に披露した。また8月4日にドイツで開催された音楽フェス『ヴァッケン・オープン・エア』でもメガデスのステージにゲスト出演し「Trust」や「Holy Wars… The Punishment Due」などアンコールを含め4曲の演奏に参加した。

## 音楽性

### ロック
- 幼少の頃のアイドルはキッス、ラモーンズ、エンジェル（英語版）、エルヴィス・プレスリーなど。特にキッスに関しては「世界最高のハードロック・バンド」と述べている。
- ビートルズが嫌いである。理由としてドラッグとヒッピーといった退廃的な文化をアメリカに広めたため、とのことである。しかし、ビートルズやニール・ヤングの影響が大きい奥田民生のサウンドやビートルズの作曲能力の高さは認めている[11]。なお、2016年11月2日にオーチャードホールで開催された元ビートルズのリンゴ・スターのコンサートの最後の２曲（With A Little Help From My Friends/Give Peace A Chance）にゲスト参加し、スティーブ・ルカサーとリンゴ・スターの間でギターを弾いた。
- メガデス時代に来日した際、街で流れていたB'zの「Liar! Liar!」に衝撃を受け、近くにいた人に「誰の曲？」と聞き、すぐにCDを買いに行ったというエピソードがあり、それ以来B'zのファンである[11]。
- ハードロック、ヘヴィメタルの元祖と称されるレッド・ツェッペリンのこともあまり好きではない。テレビ朝日「タモリ倶楽部」空耳アワード2009（2009年4月4日放送）出演時の本人の発言[要出典]。
- ディープ・パープルに関しても「僕はクラシック音楽が大好きだから、パープルを聴くと悲しくなっちゃうんだ」と発言していたが、2016年にジャズピアニストの西山瞳による「ハイウェイ・スター」のカヴァーについては、原曲からかけ離れた大胆なアレンジを施すも原曲に対するリスペクトがあると口にしている[12]。ドイツのハロウィンに関して「歌詞がダサい」、バンド名にHellを入れていることについて「バンド名が五歳児並の駄洒落バンド」と否定的な意見を述べた[13]。
- 基本的に「さわやか系のオーガニックロック」が苦手で、ジャック・ジョンソンの人気には全然共感できないと語っている。曰く「そういう曲って軽いBGMとして最適じゃん。だけど、僕が音楽に求めているのは、もっと深いところでの癒しや感動なんだよね」[14]。

### 演歌・邦楽
- ハワイ在住時に、ラジオから流れた演歌に惹かれ、自身のギタースタイルも大きく影響を受けている。
- 高崎晃の大ファン。自身のライブ帰りにハワイのビーチで目撃し話しかけたことがある。高崎はその事を覚えているのにマーティは何故か覚えていない。[15]
- 日本のテレビ番組『ヘビメタさん』では演歌歌手の八代亜紀と共演し、マーティがヘヴィメタル調にアレンジした「雨の慕情」を披露したこともある。
- 活動初期のHawaiiのアルバム『The Native Are Restless』では、「Omichan no Uta」なる題名で「さくらさくら」のカヴァーを演じている。

### J-POP
- NHKの『英語でしゃべらナイト』の2006年11月17日の放送ではB'z、ZARD、相川七瀬、パフィー、広瀬香美等を聴いていると発言し、J-POP好きをアピールした。
- 自身がコラムの連載を行っている『日経エンタテインメント!』の2007年9月号には、坂井泉水への追悼特別付録として「ZARDメモリアルBOOK」が付き、ここに同誌で毎月連載している「J-POPメタル斬り」の番外編と称して、2ページに亘ってマーティのZARDにまつわる秘話やZARDの音楽評論を掲載した。最も好きなシングル曲は「きっと忘れない」である。
- 中田ヤスタカのプロデュースによるPerfumeの楽曲もそのメジャー・デビュー時より注目し、大いに気に入っているJ-POP楽曲として「ポリリズム」を挙げた。また、平原綾香の「孤独の向こう」なども挙げている[16]。

## 人物

### 性格など
母国語レベルではないものの日本語を流暢に話し、語彙も豊富。ただし、相川七瀬の喋る大阪弁が理解できず最初はわかったふりをしていたという。
日本語での口癖は「いいじゃん！」「アゲアゲじゃん！」。
愛称は「キン肉マン」。テレビ朝日「ロンドンハーツ」の特別企画によって幕張メッセで開催された50TAの復活ライブにおいて楽曲「ヘビーメタルステーション」のギタリストとして出演した際に割れた腹筋を披露したことから、MCのロンドンブーツ1号2号に名付けられた。
- 自身のことをよく「完璧主義者」と評する。ただし、その性格のせいで物事が前に進みそうにない状況に陥った時には、敢えて自分から最低限の妥協をするという柔軟性も持ち合わせている（マーティはこれをプチ妥協と呼んでいる[要出典]。

### 嗜好
2006年には少女向け小説誌の『コバルト』8月号と同時に書店で無料配布されたフリーペーパー及び小冊子「リリアンかわら版」の中の「マリア様大好き!」のコーナーに登場し、『マリア様がみてる』のファンであることを熱く語り、それを読んだアニメ版の主人公である祐巳役の声優・植田佳奈を始めとする関係者を驚かせた。
日本料理を苦手とすることは全くないが、卵と乳製品は食わず嫌いである。『英語でしゃべらナイト』出演時に食べた自家製アイスクリームを卵入りと知った時は、驚愕して意気消沈した。2007年に『チューボーですよ!』に出演した際には卵を使ったエビフライを完食した。

### 音楽の好みなど
本人談によると、「KISSの最初のギターが辞めた後、ギタリストオーディションの誘いを受けたが、身長180cm以上という条件をクリアできなかったため断念せざるを得なかった。手術をして身長を上げてでも入りたかった」としている。
好みの女性歌手の声として、浜崎あゆみを挙げている。理由は「叫ばないが、高音も低音も出る。完璧に聴こえる部分もあるがヘタウマもある」とのことである。他にも小松未歩のファンでもあると述べている。
苦手なタイプの音楽は「叫び系の女性ボーカル」。マライア・キャリーやセリーヌ・ディオンなどで、マーティ曰く、「自分の歌の上手さをひけらかそうとしてアドリブで叫びまくっている。せっかく綺麗な歌メロがあるのだから、それを守って歌ってくれたほうが感動する」。
テレビ東京の『ミューズの晩餐』（2008年8月30日放送分）で語った好きな日本人女性アーティストに、1位：美空ひばり（天才的な歌声と絶賛）、2位：松浦亜弥（松浦本人だけでなく、松浦の個性を引き出し、完成度の高いアイドルとしてプロデュースしたつんく♂の才能にも敬意を払っている）、3位：相川七瀬（ライブにも参加しているため）を挙げている。
下積みの時代はギターセミナーでギターを教えるなどして生活費を得ていたが、不本意な気持ちがくすぶっていた。そんな中、1990年にメジャーなオーディションを受ける機会を得た。同じ週の火曜日にメガデス、金曜日にマドンナのオーディションがあったが、火曜日のメガデスのオーディションがうまくいったので、金曜日のマドンナのオーディションをドタキャンしてメガデスへの加入を決めた。
ヘビメタやデスメタルがあまり好きではないタモリに、「なんでああ言う人たちはあんな歌い方なの？」と聞かれ「周りの楽器に負けないように」と語り、「フォークギターでメタルはやらないの？」と聞かれ「バンドが迷走した時にはやる」と答え、近田春夫に「メガデスはそういう曲ないの？」と聞かれたところ、「やりたかったけど、迷走しなかったから辞めさせられちゃった。でも本当はみんなメタルの人たちも隠れてモー娘。とか聴いてるんだよー！」と怒っていた。理想としてはデーモン閣下のように様々な歌手もメタルのミュージシャンでありながら歌うことだという。

## 使用機材
カコフォニー時代はカーヴィン、ハリケーンのギターを使用しており、メガデス加入後は主にジャクソンのケリー（オリジナル仕様）を使用。メガデス脱退後はジャクソンのレスポール・シェイプを使っており、後にアイバニーズとエンドースメント契約を締結し、マーティー・フリードマンモデルを使用したが、これは短期間の使用に終わっている。
2011年からはポール・リード・スミスと契約し、2012年現在は、メインで使用しているシングルカットをベースとしたシグネチャーモデルを開発中である。
2017年にジャクソンと契約、自身のシグネチャーモデルを発表した。ピックアップはEMGがマーティーと共同開発したオリジナルピックアップが採用されている。
ライヴなどでは、ギブソンのロボットギター（レスポールシェイプ）等も使用している。
エフェクターについては、テレビ等のゲスト参加やちょっとした演奏では豪勢な機材は積まず、ZOOM製のマルチエフェクター1個ということが多い。
アンプはマーシャルなどを経て、2017年現在はENGLのアンプを使用している。ENGLからはマーティー・フリードマンモデルのアンプが発表された。
また、マーティ自身は機材に関して特定のギターや機材などに強い拘りなどは無く、その時々で出したい音、求めてる音に応じてその都度機材を調達したり、入れ替える柔軟なスタイルを取っている。このスタイルについて「弘法筆を選ばずですよ！」という言葉を残している、一見すると本来の意味合いと違うように思えるが、マーティの意図として「どんなギター、どんな機材を使ってもギタープレイヤーとしての自分の個性を表現出来る」という意味で「弘法筆を選ばず」という表現を使っている。

## ディスコグラフィ
1. ドラゴンズ・キス - Dragon's Kiss（1988年）
2. シーンズ〜憧景〜 - Scenes（1992年）
3. イントロダクション - Introduction（1994年）
4. トゥルー・オブセッションズ - True Obsessions（1996年）
5. ミュージック・フォー・スピーディング - Music for Speeding（2002年）
6. ラウドスピーカー - Loudspeaker（2006年）
7. マーティ・フリードマン・エグジビット・エー・ライブ・イン・ヨーロッパ - Exhibit A Live In Europe（2007年）
8. マーティ・フリードマン・エグジビット・ビー・ライブ・イン・ジャパン - Exhibit B Live In Japan (DVD)（2007年）
9. フューチャー・アディクト - Future Addict（2008年）
10. TOKYO JUKEBOX（2009年）
11. BAD D.N.A.（2010年）
12. TOKYO JUKEBOX 2（2011年）
13. INFERNO（2014年）
アメリカのビルボードチャートに初めて入ったソロアルバム。Rock Chartの10位、総合133位、日本27位を記録[20]。
"Inferno" World Tourを2014年5月1日〜12月22日に24公演、"Inferno" North American Tourを2015年9月9日〜10月3日に21公演、2016年2月8日〜19日に9公演行った。さらに2016年2月20日〜24日、Axes & Anchors Rock Music Cruiseに参加し、BREAKING BENJAMIN、Zakk Wylde、Yngwie Malmsteenらと共に船上でコンサートやワークショップ等を行った。
14. ウォール・オブ・サウンド（2017年）
15. TOKYO JUKEBOX 3（2020年）

## 出演
映画
- グーグーだって猫である （2008年、アスミック・エース） - ポール・ウェインパーグ 役
- 前橋ヴィジュアル系 （2011年3月公開、ケイダッシュステージ、監督:大鶴義丹）
- TOO YOUNG TO DIE! 若くして死ぬ（2016年、アスミック・エース） - じゅんこA 役
- パリピ孔明 THE MOVIE（2025年4月25日公開、松竹） - フェスの審査員 役[21]

テレビドラマ
- ザ・クイズショウ 第2シーズン 第1話 （2009年4月18日、日本テレビ）

テレビアニメ
- ダンダダン 第18話（2025年8月8日、MBS） - 劇中バンド「HAYASii」のギター演奏を担当[22]

バラエティ
- ヘビメタさん（2005年4月5日 - 2005年9月27日、テレビ東京）
- ROCK FUJIYAMA（2006年4月3日 - 2007年3月26日、テレビ東京／2020年6月14日 - 、YouTube）
- スクールライブショー「バンドバトル　西日本大会」（2012年、NHK教育)
- SMAP×SMAP（2012年、フジテレビ） - コント「ブラック・パイレーツ」に、ギタリスト役として出演
- 人名探究バラエティー 日本人のおなまえっ!（2018年1月25日、NHK総合）
- Anison Days「＃61 世界的ギタリスト マーティ・フリードマン登場！」（2018年8月27日、日本BS放送）

教養番組
- オイコノミア（2017年12月27日、NHK教育）
- NEWSLINE in Depth（2023年5月7日　NHKワールドTV）「US Guitar Hero Celebrates Essence of Japan」

## 著書
- い〜じゃん!J-POP だから僕は日本にやって来た （2008年 日経BP出版センター） ISBN 978-4822263195
- サムライ音楽論 （2009年 日経BP出版センター） ISBN 978-4822263348
- 『ジョジョの奇妙な冒険』で英語を学ぶッ! （2014年 集英社）※監修[23] ISBN 978-4087860467
- 『ジョジョの奇妙な冒険』で英語をもっと学ぶッ!!（2016年集英社）※監修 ISBN 978-4087860689

### 人物
- 綾小路翔（綾小路翔 vs Marty Freedman 名義で『仮面ライダー×仮面ライダー フォーゼ&オーズ MOVIE大戦MEGA MAX』主題歌「SAMURAI SONG STYLE」を担当）
- Angelina（一緒にデモテープを作ったことがある）
- 泉陸奥彦（アルバム「HEAVEN INSIDE」等のレコーディングに参加）
- Kamille Nakata（メディア・プロデューサー。マーティが本格的に日本で活動を始めた時にマネジメントを担当し、日本語を教えた）
- 北出菜奈（アルバム『Berry Berry SINGLES』のボーナストラックに参加）
- 喜多郎 （「シーンズ～情景～」にプロデューサーとして参加）
- Clair（エイベックス所属の歌手。『あしあと』をマーティが作曲した）
- KOTOKO（「きれいな旋律」の作曲をマーティが手掛けた）
- 鈴木慎一郎（マーティとLOVEFIXERとして作品リリース）
- 高見沢俊彦（ソロアルバム、FANTAで共演するなど、親交が深い）
- 谷村奈南（両A面シングル『FAR AWAY/Believe you』のBelieve youのレコーディングに参加）
- ももいろクローバーZ（「猛烈宇宙交響曲・第七楽章「無限の愛」」や「MOON PRIDE」のレコーディングに参加）
- 大村孝佳（フリードマンのツアーメンバーの一人）
- ルーク篁（番組での共演やCANTAのアルバムへのゲスト参加）
- ROLLY（「ヘビメタさん」「ROCK FUJIYAMA」で共演。番組内で激しいギターバトルを繰り広げた。）

### 番組
- ヘビメタさん(テレビ東京)
- ROCK FUJIYAMA(テレビ東京)
- 夢ヶ丘レジデンス（火曜日）
- 英語でしゃべらナイト（2006年11月17日放送ゲスト、2006年8月25日・9月1日と2007年1月12日放送分に黒船としてゲスト出演）
- 3か月トピック英会話「ジュークボックス英会話 歌詞から学ぶ感情表現」
- NHK-FM・今日は一日“ハードロック・ヘビーメタル”三昧（ざんまい）
- たけしの誰でもピカソ「石川さゆりと5人の音楽家～一夜限定!スペシャルライブ～」
- スペースシャワーTV 『TRANSPORTER』 （水曜日、VJとして出演）
- タモリ倶楽部（年に1回ある空耳アワードグランプリに審査員として出演することが多いほか、音楽に関する企画に出演することもある）
- 中川ブロードウェイ・ストリート（2008年6月20日、ヘビメタヲタとして出演）
- しょこ♥リータ（「勝手にキャラソン」で中川翔子とコラボしてアニメキャラソングをつくるクリエイターとして出演）
- 題名のない音楽会（2009年5月3日、2011年2月20日、オーケストラをバックにクラシック音楽をギター演奏）
- ザ・クイズショウ第2シーズン第1話「正解地獄! 夢の番組が人気ロック歌手を裁く!」 (2009年4月18日、日本テレビ系) - マイク・ハンタース 役
- ピラメキーノピラメキロック（アレンジャー・演奏）
- みんなでニホンGO!（2010年、「ザキヤマの逆におせえて!」コーナーに出演）
- 我思う、故に我ラーメン（HTBの深夜番組。2011年4月、第1回および2回のみゲスト出演）
- 高校講座 チョー基礎から始めよう!ベーシック英語（2012年4月16日 - ）
- エコの作法 〜明日の美しい生き方へ〜（BS朝日　2012年8月31日、テーマ：【音×震わす】のナビゲーターとして、日本の「音」を紹介）
- ちょぼらうにょぽみ劇場 あいまいみー（主題歌「ギリギリ最強あいまいみー!」の演奏に参加）
- 我思う、故に我ラーメンII（HTB、2013年1月）
- 言いにくいことをハッキリ言うTV（テレビ朝日系列） - 2014年4月14日
- 東京EXTRA（2015年10月 - 、YouTube） - MC[24]
- 不思議なソメラちゃん（主題歌「プリズムMAX 〜平成維新フルHDリマスター版〜」の演奏に参加）
- 野村ギター商会 (2005年11月18日 BIGLOBEストリーム上にて。司会：野村義男。初回放送及び2回目にゲスト出演)
- 有吉の壁（2020年4月8日 初回放送）

### その他
- 小説すばる：連載「J-POPこれっていいじゃん!」
- 週刊アスキー：不定期レポート
- ファンタ(飲料)：CM出演
- SMBC日興証券：CM出演
- ソニックと暗黒の騎士（ヴォーカルテーマ「With me」のギター演奏を手掛ける）

## 楽曲提供・プロデュース・参加作品
楽曲提供
- KOTOKO『きれいな旋律』（2007年3月7日）※ギター演奏も担当[25]。
- SUN OF A STARVE『STARVE[26]』 （2012年2月22日）
- HEART♡THROB『HEART♡THROB』（2012年2月22日）
- SMAP『La ＋ LOVE & PEACE』（2012年8月8日）
- COLORS『勝手にシンデレラ』（2013年7月3日）
- COLORS『ファッション☆宇宙戦士』（2013年11月8日）
- 八代亜紀『MU-JO』（2013年10月23日）
- COLORS『嵐・竜巻・ハリケーン』（2014年3月5日）
- 『NO人気NOフューチャー』（2014年7月）※NHK BSプレミアムの番組『ワラッチャオ!』内で放送、演奏も担当
- 『ジョジョの奇妙な冒険 ダイヤモンドは砕けない 第一章』(2017年8月)オープニング映像の作曲を担当
- 風男塾『Excuse You！』 (2019年6月19日)
- ×ジャパリ団『どきどき黙示録』[27]（2020年7月8日）アルバム『×・×・×』の中の一曲。ギターも担当。

プロデュース
- 鉄色クローンX『鉄色クローンX』（2012年12月5日）

参加作品
- ℃-ute『情熱エクスタシー』（2015年12月23日）※ギター演奏で参加。
- dps『あの頃は何もわからなかった（with Marty Friedman）』（2019年6月19日）※ギター演奏で参加。
- LUV K RAFT『Beautiful Days』（2021年4月21日）※ギター演奏で参加。
- ももいろクローバーZ 『猛烈宇宙交響曲第七楽章無限の愛』『moon pride』※ギター演奏で参加。
- 西川貴教 with t.komuro『Believer』（2024年1月24日）※ギター演奏で参加。
- ダンダダン 2期第6話(第18話) 劇中楽曲 HayaSii『Hunting Soul』※ギター演奏で参加。